# Иштабах
Иштабах (от мишн. ивр. ישתבח‎ — «да будет восхвалённым») в талмудическом иудаизме — завершающее славословие, которое произносят утром по будням, субботам, праздникам после «ежедневного галеля» — пения нескольких псалмов псукей де-зимра. Также оба нишмат и иштабах вместе названы «благословением песни» (ברכת השיר‎) для пения над четвёртым кубком вина в завершение пасхальной трапезы. Барух ше-амар, псукей де-зимра, нишмат и иштабах являются единой частью иудейского утреннего богослужения. Иштабах сочинён в постталмудическое время, поэтому не упомянут в вавилонском Талмуде. По мнению Абудархама в начале иштабаха содержится акростих, в котором по начальным буквам слов указан автор — Шломо. По мнению исследователей, слова «царь наш» — лишние, так как следующее за ними слово «царь» выглядит неоправданным повтором «царь наш царь великий». Другие исследователи находят акростих авторства в сефардском носахе в конце иштабаха — Авраам. По субботам и праздникам после псалмов и других библейских поэтических отрывков утреннего богослужения, иштабах увеличен вступительной вставкой — молитвой «Нишмат».
Иштабах упомянут в «Зогаре», согласно которому следует ограничиваться 13-ю выражениями соответственно 13-и атрибутам Божиим.

## Текст
Молитва «Иштабах» составлена из трёх частей, каждая из которых оканчивается фразой «во веки». Темой молитвы является перечисление и повторение титулов Всевышнего и славословие.

### В будни
Да будет восхвалённым имя Твоё всегда, (Царь наш,)
Царь Великий и Святой на небесах и на земле,
ибо достоин Ты, Господи, Боже наш, песни и славы,
галеля и псалма,
могущества и власти,
вечности и силы,
благословений, благодарений, царства отныне и во век!
И Тебя мы благодарим,
и имени Твоему мы воздаём хвалу,
ибо Ты — Бог богов и Господь господ,
и годы Твои не завершатся во веки!
Благословен Ты, Господи, Царь Великий славословий,
Бог Владыка благодарений,
Предпочитающий песнь и псалм,
Царь, Бог Живой и Сущий во веки!
Оригинальный текст (иврит)ישתבח שמך לעד מלכנו המלך הגדול והקדוש בשמים ובארץ כי לך נאה יהוה אלהינו שיר ושבח הלל וזמרה עוז וממשלה נצח וגבורה ברכות הודיות מלכות מעתה ועד עולם ולך אנחנו מודים ולשמך אנו מפארים כי אתה הוא אלהי האלהים ואדוני האדונים ושנותיך לא יתמו לעולמים ברוך אתה יהוה מלך גדול התשבחות אל רב ההודיות הבוחר בשירה ובזמרה מלך אל חי וקיים לעולמים‎
— Сидур «Кита́б Га́ми ас-Саля́уат уат-Тасаби́х» Саадьи гаона

### В субботу
По субботам и праздникам до славословия «Иштабах» поют молитву «Нишмат», таким образом в особые дни иштабах — расширен.